# Voraufführung
Als Voraufführung oder Vorpremiere bezeichnet man eine erste Aufführung eines Werks der darstellenden Künste, also einer Produktion im Theater, in der Musik oder beim Film, mit Publikum vor der eigentlichen Premiere. Im Kino werden auch die Begriffe Preview bzw. Vorschau verwendet.
Voraufführungen gehören zum Prozess der Proben. Zu den Voraufführungen im Theater gehören normalerweise die Hauptprobe und die Generalprobe, sofern Publikum für sie zugelassen ist wie bei einer „öffentlichen Hauptprobe“.

## Varianten
Abhängig von den Vermarktungsabsichten des Veranstalters kann damit eine öffentliche Generalprobe oder eine zwischen Generalprobe und Premiere gelegene Aufführung mit Publikum gemeint sein. Im kommerziellen Theater um die Mitte des 20. Jahrhunderts, vor allem am Broadway, war für jede größere Produktion eine längere Reihe von Voraufführungen üblich: Tryouts an einem anderen Ort als dem Premierenort und Previews am Premierenort. 
Im Kino kann das Publikum mit einer unvorbereiteten Voraufführung überrascht werden, was Sneak Preview oder Überraschungspremiere genannt wird und auch mehrere Wochen früher vor der Vorpremiere geschehen kann, die meistens einen Tag vor der eigentlichen Premiere stattfindet.

## Geschichte

### Theater
Mitte des 19. Jahrhunderts begann man bei neuen, aufwendig produzierten kommerziellen Theaterproduktionen, zum Beispiel den Operetten und später den Revuen, Voraufführungen zu veranstalten, um die Wirkung zu testen und die Produktion gegebenenfalls anzupassen. 
Diese fanden oft an einem andern Ort statt als dem der hauptsächlichen Premiere: Das Woltersdorff-Theater Berlin veranstaltete seit Franz von Suppés Die schöne Galathée (1865) Voraufführungen von Wiener Operetten, die anschließend in Wien Premiere hatten. Auch Eine Nacht in Venedig (1883) von Johann Strauß Sohn wurde vor der Wiener Premiere in Berlin getestet.
Bei großen US-amerikanischen Theaterproduktionen oder Musicals gab es zwei längere Reihen von Voraufführungen. Sie begannen zunächst mit einer Phase der Tryouts, einer Art Endproben mit Publikum, meist in einer anderen Stadt. Darauf folgte die Phase der Previews, der Reihe von Vorschauen in der endgültigen Fassung im Theater der Premiere. Techniker und Schauspieler konnten sich dadurch an den Premierenort gewöhnen. Bei Musical-Produktionen am New Yorker Broadway war dieses Verfahren bis in die 1970er Jahre üblich.

### Film
Kinofilme wurden auf ähnliche Weise erprobt und lanciert. Der Produzent Irving Thalberg (1899–1936) entwickelte seine Erfolge während der Previews. Buster Keaton arbeitete seinen Film Sieben Chancen (1925) aufgrund der Voraufführungen grundlegend um. Auch etwa die Previews von Im Westen nichts Neues (1930) hatten neue Dreharbeiten zur Folge, bei denen eine Schauspielerin ersetzt wurde. Die Schnittfassung von Vom Winde verweht (1939) wurde während der Voraufführungen aufgrund der Publikumsreaktionen verändert. 